# كاريكس باوي (نبات)
كاريكس باوي هو نوع نادر من أنواع نبات البردي (الأسرة سيبيراسي)، ينتشر غرب البحر الأبيض؛ كالمغرب، الجزائر، تونس، إسبانيا، (بما في ذلك جزر البليار)، وإيطاليا (إلبا وصقلية). اعتبرته بعض السلطات مرادف لـنبات كاريكس لاكسولا، ولكن نظرًا لعدم نشر هذا الاسم بشكل صحيح، كاريكس باوي كان الاسم الثاني هو المتاح.